# Veículos guiados automaticamente

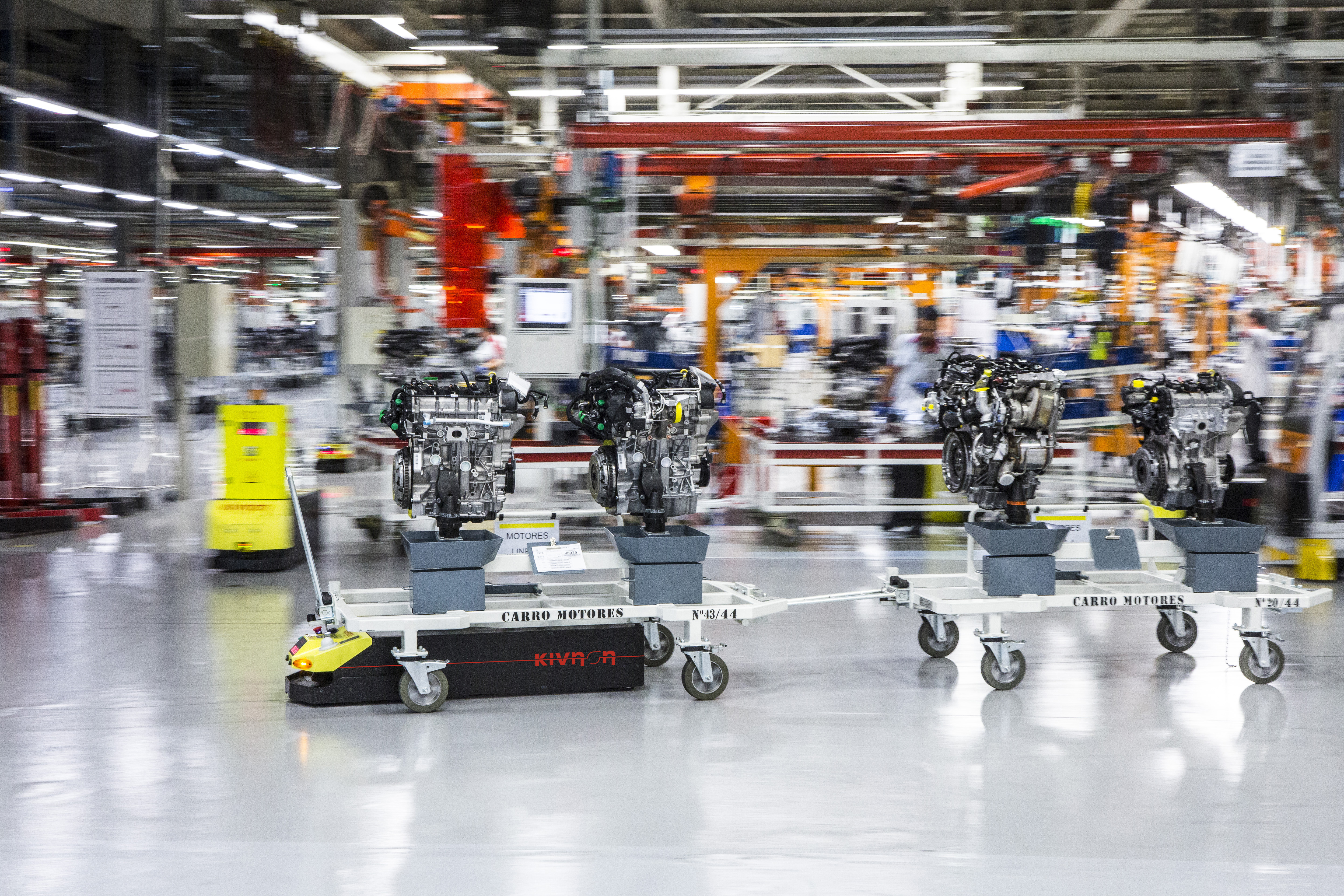

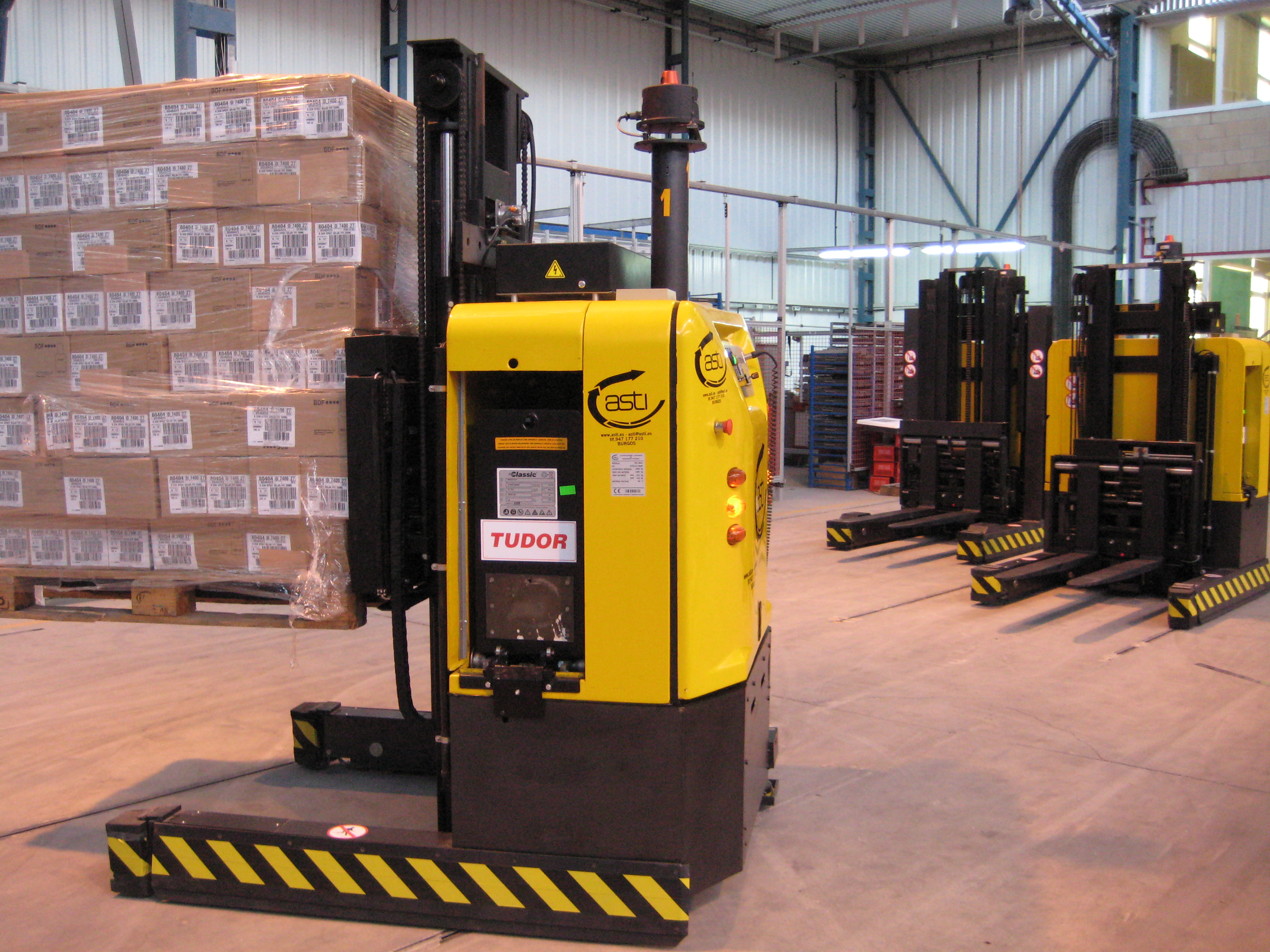

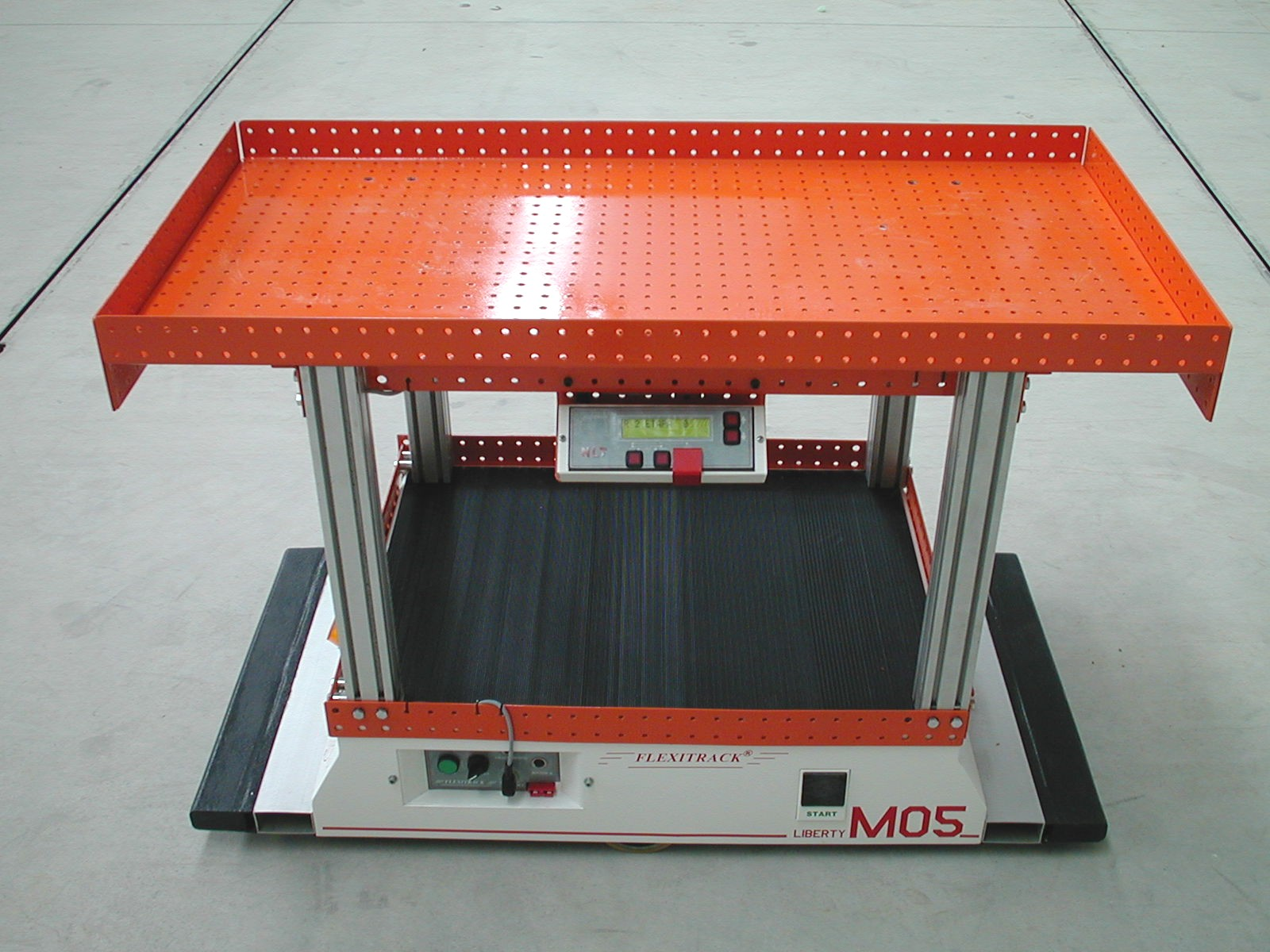

Um veículo guiado automaticamente ( AGV ), diferente de um robô móvel autônomo ( AMR ), é um robô portátil que segue longas linhas marcadas ou fios no chão, ou usa ondas de rádio, câmeras de visão, ímãs ou lasers para navegação. Eles são mais frequentemente usados em aplicações industriais para transportar materiais pesados em torno de um grande edifício industrial, como uma fábrica ou armazém. A aplicação do veículo guiado automaticamente foi ampliada no final do século XX.

## Introdução
O AGV pode rebocar objetos atrás deles em reboques aos quais podem ser acoplados de forma autônoma. Os reboques podem ser usados para transportar matérias-primas ou produtos acabados. O AGV também pode armazenar objetos na cama. Os objetos podem ser colocados sobre um conjunto de rolos motorizados (transportador) e depois empurrados invertendo-os. AGVs são empregados em quase todos os setores, incluindo celulose, papel, metais, jornais e manufatura em geral. Também é feito o transporte de materiais como alimentos, roupas de cama ou remédios em hospitais.
Um AGV também pode ser chamado de veículo guiado por laser (LGV). Na Alemanha a tecnologia também é chamada de Fahrerloses Transportsystem (FTS) e na Suécia de förarlösa truckar . Versões de baixo custo de AGVs são frequentemente chamadas de Carrinhos Guiados Automatizados (AGCs) e geralmente são guiados por fita magnética. O termo AMR é algumas vezes  usado para diferenciar os robôs móveis que não dependem de infraestrutura extra no ambiente para sua navegação (como tiras magnéticas ou marcadores visuais) daqueles que o fazem; estes últimos são então chamados de AGVs.
Os AGVs estão disponíveis em vários modelos e podem ser usados para movimentar produtos em uma linha de montagem, transportar mercadorias por uma fábrica ou armazém e entregar cargas.
O primeiro AGV foi lançado no mercado na década de 1950, pela Barrett Electronics de Northbrook, Illinois, e na época era simplesmente um caminhão de reboque que seguia um fio no chão em vez de um trilho. Dessa tecnologia surgiu um novo tipo de AGV, que segue marcadores UV invisíveis no chão em vez de ser rebocado por uma corrente. O primeiro sistema desse tipo foi implantado na Willis Tower (antiga Sears Tower) em Chicago, Illinois, para entregar correspondência em seus escritórios.

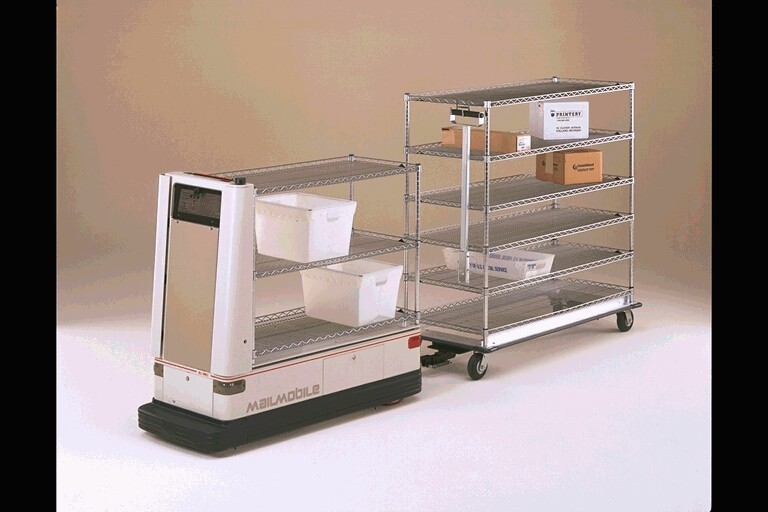
Packmobile com reboque AGV

Com o passar dos anos, a tecnologia tornou-se mais sofisticada e hoje os veículos automatizados são principalmente navegados a laser, por exemplo, LGV (Veículo Guiado por Laser). Em um processo automatizado, os LGVs são programados para se comunicar com outros robôs para garantir que o produto seja movimentado sem problemas pelo armazém, esteja ele sendo armazenado para uso futuro ou enviado diretamente para áreas de expedição. Hoje, o AGV desempenha um papel importante no projeto de novas fábricas e armazéns, transportando mercadorias com segurança para o seu destino legítimo.

## Navegação

### Com fio
Uma fenda é cortada no chão e um fio é colocado aproximadamente 1 polegada abaixo da superfície. Esta ranhura é cortada ao longo do caminho que o AGV deve seguir. Este fio é usado para transmitir um sinal de rádio. Um sensor é instalado na parte inferior do AGV próximo ao solo. O sensor detecta a posição relativa do sinal de rádio transmitido pelo fio. Esta informação é utilizada para regular o circuito de direção, fazendo com que o AGV siga o fio.

### Fita guia
AGVs (alguns conhecidos como carrinhos guiados automaticamente ou AGCs) usam fita para o caminho de guia. As fitas podem ser de dois estilos: magnéticas ou coloridas. O AGV está equipado com o sensor guia apropriado para seguir o caminho da fita. Uma grande vantagem da fita em relação à orientação com fio é que ela pode ser facilmente removida e recolocada se o curso precisar mudar. A fita colorida é inicialmente mais barata, mas não tem a vantagem de ser incorporada em áreas de tráfego intenso, onde a fita pode ficar danificada ou suja. Uma barra magnética flexível também pode ser embutida no chão como um fio, mas funciona sob as mesmas condições que a fita magnética e, portanto, permanece sem energia ou passiva. Outra vantagem da fita guia magnética é a dupla polaridade. Pequenos pedaços de fita magnética podem ser colocados para alterar os estados do AGC com base na polaridade e na sequência das etiquetas.

### Navegação por alvo a laser
A navegação é feita através da montagem de fitas refletivas em paredes, postes ou máquinas fixas. O AGV carrega um transmissor e receptor de laser em uma torre giratória. O laser é transmitido e recebido pelo mesmo sensor. O ângulo e (às vezes) a distância de quaisquer refletores que estejam na linha de visão e no alcance são calculados automaticamente. Esta informação é comparada com o mapa do layout do refletor armazenado na memória do AGV. Isto permite que o sistema de navegação triangule a posição atual do AGV. A posição atual é comparada com o caminho programado no mapa de layout do refletor. A direção é ajustada de acordo para manter o AGV no caminho certo. Ele pode então navegar para um alvo desejado usando a posição em constante atualização.
- Lasers modulados O uso de luz laser modulada proporciona maior alcance e precisão em relação aos sistemas de laser pulsado. Ao emitir um ventilador contínuo de luz laser modulada, um sistema pode obter uma reflexão ininterrupta assim que o scanner alcança a linha de visão com um refletor. A reflexão cessa na borda posterior do refletor, o que garante uma medição precisa e consistente de cada refletor em cada varredura. Ao usar um laser modulado, um sistema pode atingir uma resolução angular de ~ 0,1 mrad (0,006°) a 8 rotações do scanner por segundo.
- Lasers pulsados Um scanner a laser pulsado típico emite luz laser pulsada a uma taxa de 14.400 Hz, o que fornece uma resolução máxima possível de ~ 3,5 mrad (0,2°) a 8 rotações do scanner por segundo. Para obter uma navegação viável, as leituras devem ser interpoladas com base na intensidade da luz laser refletida, para identificar o centro do refletor.

### Navegação inercial (giroscópica)
Outra forma de orientação AGV é a navegação inercial . Com orientação inercial, um sistema de controle computadorizado direciona e atribui tarefas aos veículos. Os transponders são embutidos no piso do local de trabalho. O AGV usa esses transponders para verificar se o veículo está no rumo. Um giroscópio é capaz de detectar a menor mudança na direção do veículo e corrigi-la para manter o AGV em seu caminho. A margem de erro para o método inercial é ±1 polegada. 
O Inertial pode operar em praticamente qualquer ambiente, incluindo corredores estreitos ou temperaturas extremas.  A navegação inercial pode incluir o uso de ímãs embutidos no piso da instalação que o veículo pode ler e seguir. 

### Navegação de recurso natural (segmentação natural)
A navegação sem modernização do espaço de trabalho é chamada de Recursos Naturais ou Navegação de Direcionamento Natural. Um método usa um ou mais sensores telêmetros, como um telêmetro a laser, bem como giroscópios ou unidades de medição inercial com técnicas de localização Monte-Carlo/Markov para entender onde está, pois planeja dinamicamente o caminho mais curto permitido para seu meta. A vantagem de tais sistemas é que eles são altamente flexíveis para entrega sob demanda em qualquer local. Eles podem lidar com falhas sem interromper toda a operação de fabricação, já que os AGVs podem planejar caminhos em torno do dispositivo com falha. Eles também são rápidos de instalar, com menos tempo de inatividade para a fábrica. 

### Orientação de visão
Os AGVs guiados por visão podem ser instalados sem modificações no ambiente ou na infraestrutura. Eles operam usando câmeras para registrar características ao longo da rota, permitindo que o AGV reproduza a rota usando as características gravadas para navegar. Os AGVs guiados por visão usam a tecnologia Evidence Grid, uma aplicação de detecção volumétrica probabilística, e foi inventada e inicialmente desenvolvida pelo Dr. Hans Moravec na Carnegie Mellon University. A tecnologia Evidence Grid utiliza probabilidades de ocupação de cada ponto do espaço para compensar a incerteza no desempenho dos sensores e no ambiente. Os sensores primários de navegação são câmeras estéreo especialmente projetadas. O AGV guiado por visão usa imagens de 360 graus para construir um mapa 3D, que permite que os AGVs guiados por visão sigam uma rota treinada sem assistência humana ou adição de recursos especiais, pontos de referência ou sistemas de posicionamento .

### Geoorientação
Um AGV geoguiado reconhece seu ambiente para estabelecer sua localização. Sem qualquer infraestrutura, a empilhadeira equipada com tecnologia de geoorientação detecta e identifica colunas, estantes e paredes dentro do armazém. Utilizando estas referências fixas, ele pode se posicionar, em tempo real, e determinar sua rota. Não há limitações de distância para cobrir o número de locais de coleta ou entrega. As rotas são infinitamente modificáveis.

### Controle de direção
Para ajudar um AGV a navegar, ele pode usar três sistemas de controle de direção diferentes.  O controle diferencial de velocidade é o mais comum. Neste método existem duas rodas motrizes independentes. Cada acionamento é acionado em velocidades diferentes para girar ou na mesma velocidade para permitir que o AGV avance ou retroceda. O AGV gira de forma semelhante a um tanque . Este método de direção é o mais simples, pois não requer motores e mecanismos de direção adicionais. Na maioria das vezes, isso é visto em um AGV usado para transportar e movimentar em espaços apertados ou quando o AGV está trabalhando perto de máquinas. Esta configuração para as rodas não é usada em aplicações de reboque porque o AGV faria com que o trailer girasse quando girasse.
O segundo tipo de direção utilizado é o AGV com controle de volante. Este tipo de direção pode ser semelhante à direção de um carro. Mas isso não é muito manobrável. É mais comum usar um veículo de três rodas semelhante a uma empilhadeira convencional de três rodas. A roda motriz é a roda giratória. É mais preciso seguir o caminho programado do que o método controlado por velocidade diferencial. Este tipo de AGV possui um giro mais suave. O controle do volante AGV pode ser usado em todas as aplicações; ao contrário do diferencial controlado.  O controle do volante é usado para reboque e às vezes também pode ser controlado por um operador.
O terceiro tipo é uma combinação de diferencial e direção. Dois motores de direção/acionamento independentes são colocados nos cantos diagonais do AGV e rodízios giratórios são colocados nos outros cantos. Ele pode girar como um carro (girando em arco) em qualquer direção. Ele pode se deslocar em qualquer direção e pode dirigir em modo diferencial em qualquer direção.

### Decisão de caminho
Os AGVs precisam tomar decisões sobre a seleção do caminho. Isto é feito através de diferentes métodos: modo de seleção de frequência (somente navegação com fio) e modo de seleção de caminho (somente navegação sem fio) ou através de uma fita magnética no chão, não apenas para guiar o AGV, mas também para emitir comandos de direção e comandos de velocidade.

### Modo de seleção de frequência
O modo de seleção de frequência baseia sua decisão nas frequências emitidas pelo piso. Quando um AGV se aproxima de um ponto do fio que se divide, o AGV detecta as duas frequências e através de uma tabela armazenada em sua memória decide o melhor caminho. As diferentes frequências são necessárias apenas no ponto de decisão do AGV. As frequências podem voltar a um sinal definido após este ponto. Este método não é facilmente expansível e requer cortes extras, o que torna o processo mais caro.

### Modo de seleção de caminho
Um AGV usando o modo de seleção de caminho escolhe um caminho baseado em caminhos pré-programados. Ele usa as medições feitas nos sensores e as compara com os valores fornecidos pelos programadores. Quando um AGV se aproxima de um ponto de decisão, ele só precisa decidir se segue o caminho 1, 2, 3, etc. Esta decisão é bastante simples, pois ele já conhece o seu caminho a partir da sua programação. Este método pode aumentar o custo de um AGV porque é necessário ter uma equipe de programadores para programar o AGV com os caminhos corretos e alterar os caminhos quando necessário. Este método é fácil de alterar e configurar.

### Modo fita magnética
A fita magnética é colocada na superfície do piso ou enterrada em canal de 10mm; não apenas fornece o caminho a ser seguido pelo AGV, mas também tiras de fita em diferentes combinações de polaridade, sequência e distância colocadas ao longo da pista dizem ao AGV para mudar de faixa, acelerar, desacelerar e parar.

## Controle de tráfego
Sistemas de fabricação flexíveis contendo mais de um AGV podem exigir controle de tráfego para que os AGVs não colidam entre si. O controle de tráfego pode ser realizado localmente ou por software executado em um computador fixo em outro local da instalação. Os métodos locais incluem controle de zona, controle de detecção direta e controle combinado. Cada método tem suas vantagens e desvantagens. 

### Controle de zona
O controle de zona é o preferido da maioria dos ambientes porque é simples de instalar e fácil de expandir.  O controle de zona usa um transmissor sem fio para transmitir um sinal em uma área fixa. Cada AGV contém um dispositivo sensor para receber este sinal e transmiti-lo de volta ao transmissor. Se a área estiver livre, o sinal é definido como “limpo”, permitindo que qualquer AGV entre e passe pela área. Quando um AGV está na área, o sinal de “parada” é enviado e todos os AGV que tentam entrar na área param e aguardam sua vez. Assim que o AGV na zona tiver saído da zona, o sinal de "limpeza" é enviado para um dos AGVs em espera. Outra forma de configurar o gerenciamento de tráfego de controle de zona é equipar cada robô individual com seu próprio pequeno transmissor/receptor. O AGV individual então envia sua própria mensagem “não entre” para todos os AGVs que se aproximam demais de sua zona na área. Um problema com este método é que se uma zona cair, todos os AGV correm o risco de colidir com qualquer outro AGV. O controle de zona é uma forma econômica de controlar o AGV em uma área.

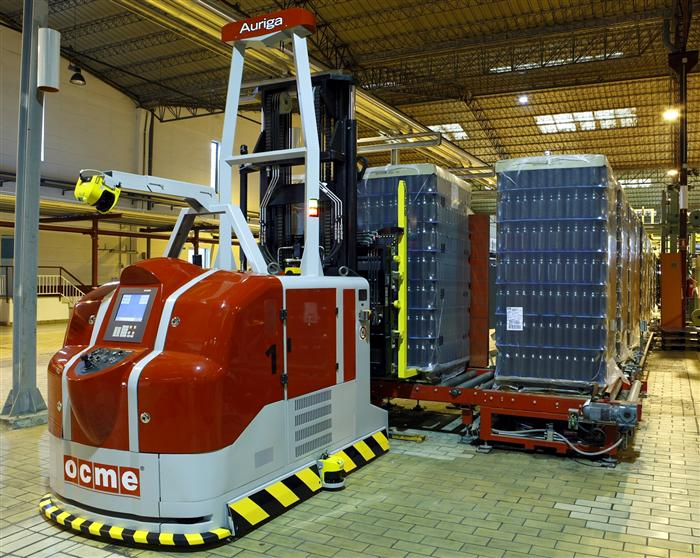
Empilhadeira AGV com sensores laser de segurança (totalmente automatizada)

### Controle de detecção frontal
O controle de detecção frontal usa sensores de prevenção de colisão para evitar colisões com outros AGV na área. Esses sensores incluem: sônicos, que funcionam como radar ; óptico, que utiliza sensor infravermelho ; e pára-choque, sensor de contato físico. A maioria dos AGVs é equipada com algum tipo de sensor de pára-choque à prova de falhas. Os sensores sônicos enviam um "chirp" ou sinal de alta frequência e, em seguida, aguardam uma resposta. A partir do contorno da resposta, o AGV pode determinar se um objeto está à frente dele e tomar as ações necessárias para evitar a colisão.  A óptica usa um transmissor/receptor infravermelho e envia um sinal infravermelho que é refletido de volta; trabalhando em um conceito semelhante ao do sensor sônico. O problema é que eles só podem proteger o AGV de vários lados. Eles também são relativamente difíceis de instalar e trabalhar.

### Controle de combinação
A detecção de controle combinado usa sensores para evitar colisões, bem como sensores de controle de zona. A combinação dos dois ajuda a evitar colisões em qualquer situação. Para operação normal, o controle de zona é usado com a prevenção de colisão como segurança contra falhas. Por exemplo, se o sistema de controle de zona estiver inoperante, o sistema anti-colisão impedirá a colisão do AGV.

## Administração de sistema
As indústrias com AGVs precisam ter algum tipo de controle sobre os AGVs. Existem três maneiras principais de controlar o AGV: painel localizador, display gráfico colorido CRT e registro e relatório central. 
Um painel localizador é um painel simples usado para ver em qual área o AGV está. Se o AGV ficar em uma área por muito tempo, isso pode significar que está preso ou quebrado. O display gráfico colorido CRT mostra em tempo real onde cada veículo está. Ele também fornece o status do AGV, a voltagem da bateria, o identificador exclusivo e pode mostrar pontos bloqueados. Registro central usado para acompanhar o histórico de todos os AGVs no sistema. O registro central armazena todos os dados e histórico desses veículos que podem ser impressos para suporte técnico ou registrados para verificar o tempo de atividade.
AGV é um sistema frequentemente usado em FMS para manter, transportar e conectar subsistemas menores em uma grande unidade de produção. Os AGVs empregam muita tecnologia para garantir que não se choquem e cheguem ao seu destino. Carregar e transportar materiais de uma área para outra é a principal tarefa do AGV. Os AGV exigem muito dinheiro para começar, mas fazem seu trabalho com alta eficiência. Em lugares como o Japão, a automação aumentou e é agora considerada duas vezes mais eficiente que as fábricas na América. Para um custo inicial enorme, o custo total diminui com o tempo.

## Tipos de veículos
Veículos de reboque (também chamados de veículos "rebocadores") foram o primeiro tipo introduzido e ainda hoje são um tipo muito popular. Os veículos de reboque podem puxar uma infinidade de tipos de reboques e têm capacidades que variam de 2.000 libras a 160.000 libras.

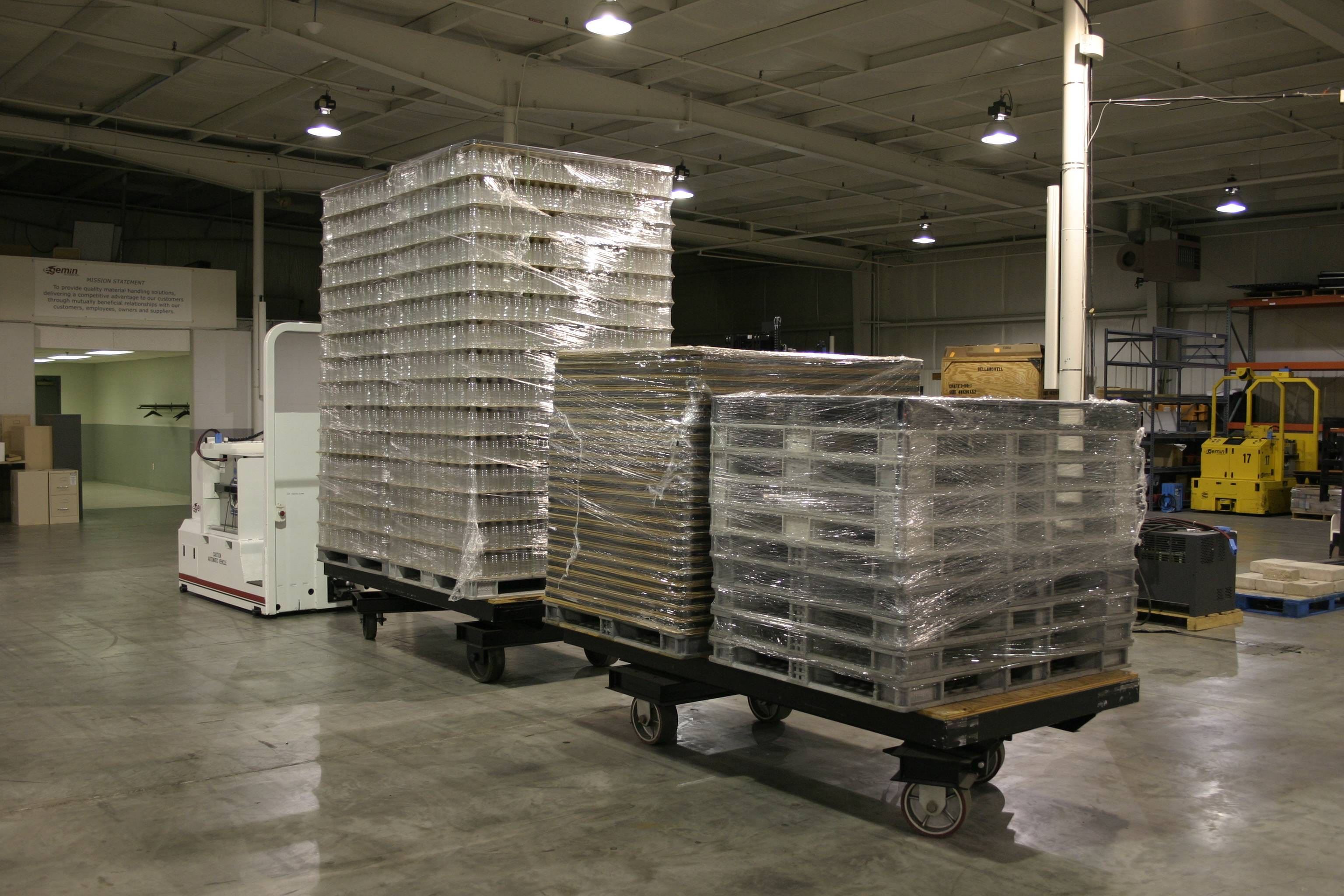
Tugger AGV rebocando vários reboques em um ambiente de armazém

- Os veículos de carga unitária AGVS são equipados com conveses, que permitem o transporte de carga unitária e, muitas vezes, a transferência automática de carga. As plataformas podem ser do tipo elevador e abaixador, rolos motorizados ou não, plataformas de corrente ou correia ou plataformas personalizadas com vários compartimentos.AGV de carga unitária (duplo)

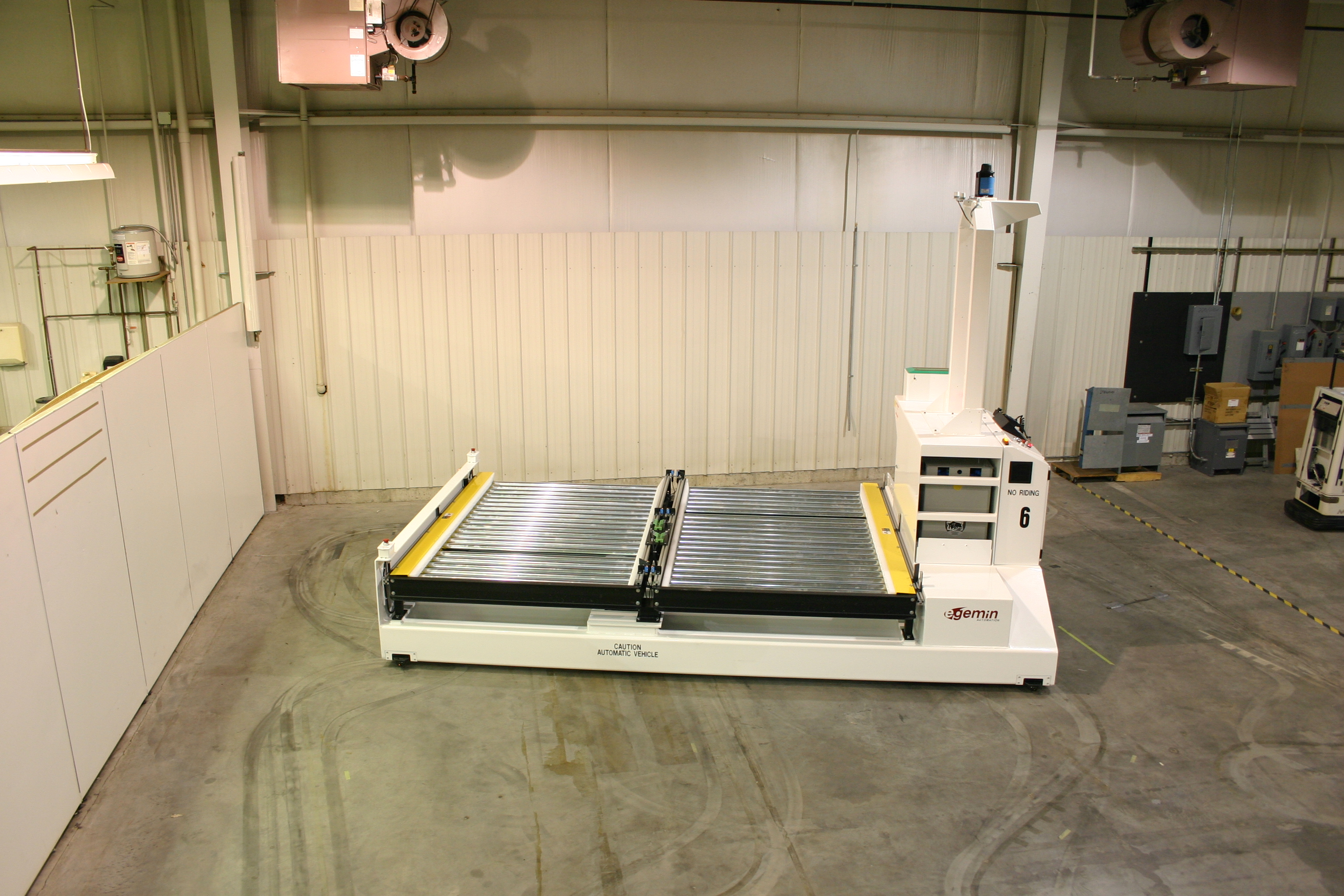
AGV de carga unitária (duplo)

- Os porta-paletes AGVS são projetados para transportar cargas paletizadas de e para o nível do chão; eliminando a necessidade de suportes de carga fixos.
- A Empilhadeira AGVS tem capacidade para atender cargas tanto no nível do chão quanto em estandes. Em alguns casos estes veículos também podem empilhar cargas em racks. Às vezes, eles podem levantar até 30 pés para armazenar ou recuperar em estantes altas.Empilhadeira AGV com almofada estabilizadora

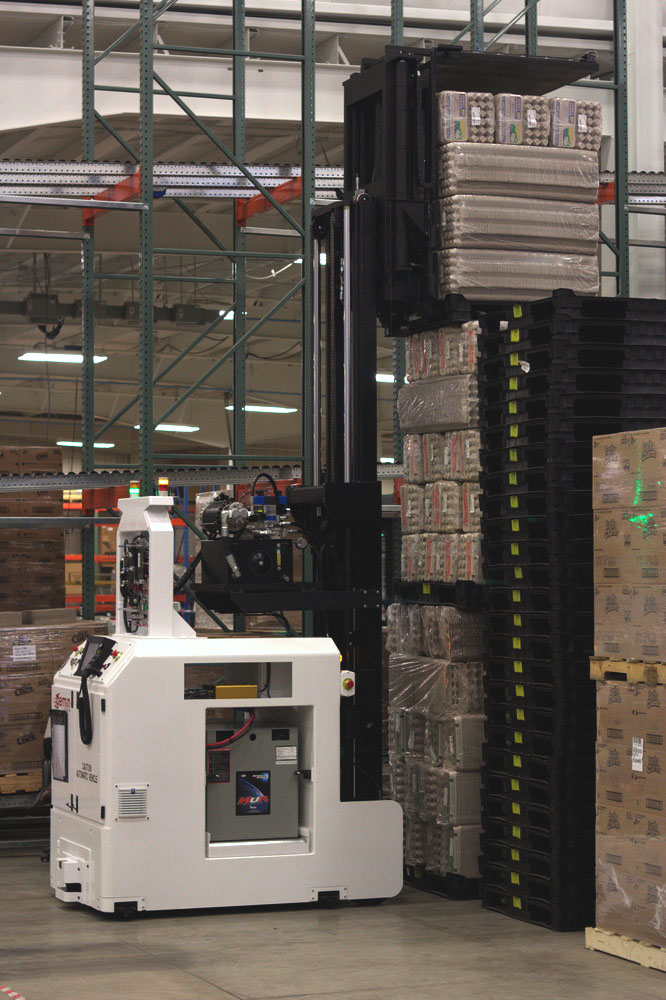
Empilhadeira AGV com almofada estabilizadora

- Os veículos híbridos AGVS são adaptados de um caminhão padrão para que possam operar de forma totalmente automatizada ou ser conduzidos por um motorista de empilhadeira. Eles podem ser usados para carregamento de reboques, bem como para movimentação de materiais em armazéns. Na maioria das vezes, eles são equipados com garfos, mas podem ser personalizados para acomodar a maioria dos tipos de carga. [12]Carga de separação AGV híbrida

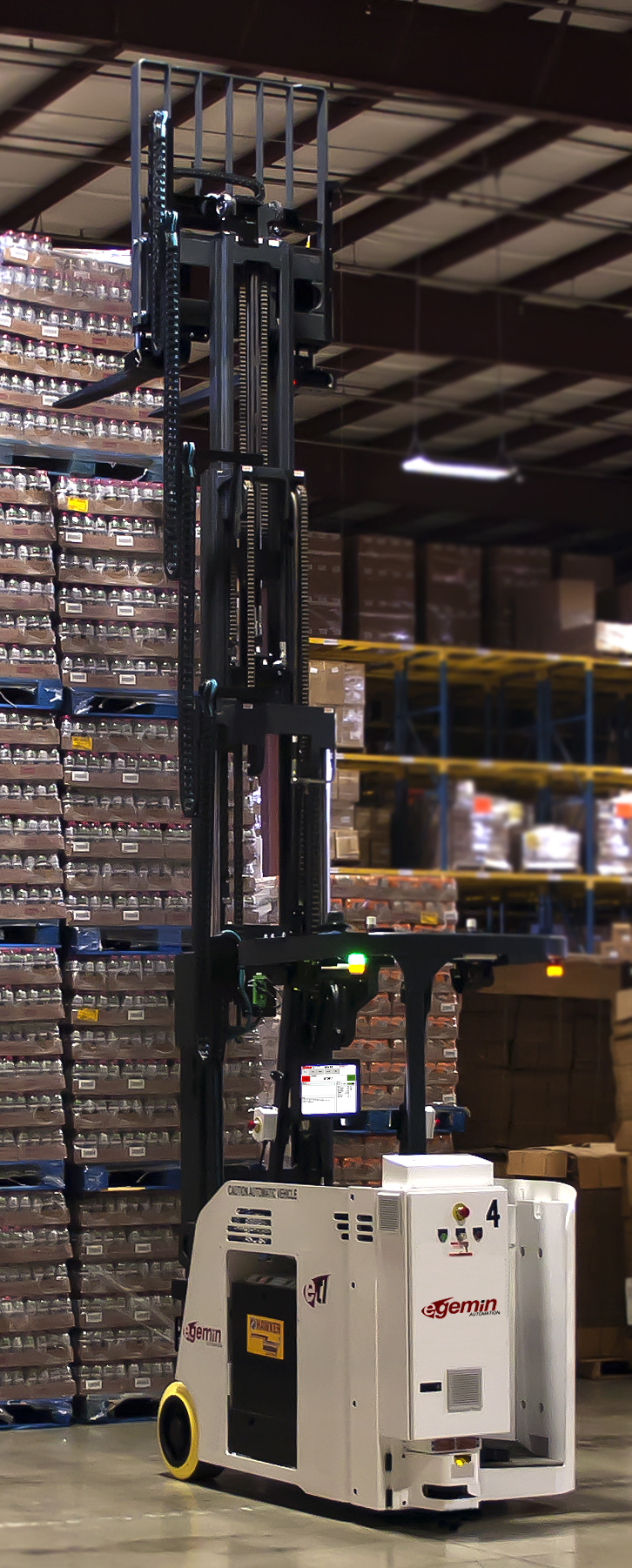
Carga de separação AGV híbrida

- Light Load AGVS são veículos com capacidade em torno de 500 libras ou menos e são usados para transportar pequenas peças, cestos ou outras cargas leves em um ambiente de fabricação leve. Eles são projetados para operar em áreas com espaço limitado.
- Os Veículos de Linha de Montagem AGVS são uma adaptação do AGVS de carga leve para aplicações que envolvem processos de montagem em série.

## Aplicações comuns
Os veículos guiados automaticamente podem ser usados em uma ampla variedade de aplicações para transportar muitos tipos diferentes de materiais, incluindo paletes, rolos, racks, carrinhos e contêineres. Os AGVs se destacam em aplicações com as seguintes características:
- Movimento repetitivo de materiais à distância
- Entrega regular de cargas estáveis
- Taxa de transferência/volume médio
- Quando a entrega no prazo é crítica e as entregas atrasadas estão causando ineficiência
- Operações com pelo menos dois turnos
- Processos onde o rastreamento de material é importante

### Manuseio de matérias-primas
AGVs são comumente usados para transportar matérias-primas como papel, aço, borracha, metal e plástico. Isso inclui o transporte de materiais desde o recebimento até o depósito e a entrega de materiais diretamente nas linhas de produção. 

### Movimento de trabalho em processo
O movimento Work-in-Process é uma das primeiras aplicações onde foram utilizados veículos guiados automaticamente e inclui o movimento repetitivo de materiais ao longo do processo de fabricação. Os AGVs podem ser usados para mover material do armazém para linhas de produção/processamento ou de um processo para outro. 

### Manuseio de paletes
O manuseio de paletes é uma aplicação extremamente popular para AGVs, pois o movimento repetitivo de paletes é muito comum em instalações de fabricação e distribuição. Os AGVs podem mover paletes do paletizador para a embalagem extensível até o armazém/armazenamento ou para as docas de expedição de saída.  

### Manuseio de produto acabado
A movimentação de produtos acabados da fabricação para o armazenamento ou expedição é a movimentação final dos materiais antes de serem entregues aos clientes. Esses movimentos muitas vezes exigem o manuseio mais cuidadoso do material porque os produtos estão completos e sujeitos a danos devido ao manuseio brusco. Como os AGVs operam com navegação e aceleração e desaceleração controladas com precisão, isso minimiza o potencial de danos, tornando-os uma excelente escolha para este tipo de aplicação

### Carregamento do trailer
O carregamento automático de reboques é uma aplicação relativamente nova para veículos guiados automaticamente e está se tornando cada vez mais popular. Os AGVs são usados para transportar e carregar paletes de produtos acabados diretamente em reboques rodoviários padrão, sem qualquer equipamento de doca especial. Os AGVs podem retirar paletes de transportadores, estantes ou pistas de preparação e entregá-los no trailer no padrão de carregamento especificado.  Alguns AGVs de carregamento automático de trailer utilizam Natural Targeting para visualizar as paredes do trailer para navegação. Esses tipos de AGVs ATL podem ser veículos totalmente sem motorista ou híbridos. 

### Manuseio de rolo
Os AGVs são usados para transportar rolos em muitos tipos de fábricas, incluindo fábricas de papel, conversores, impressoras, jornais, produtores de aço e fabricantes de plásticos. Os AGVs podem armazenar e empilhar rolos no chão, em estantes e podem até carregar automaticamente as impressoras com rolos de papel. 

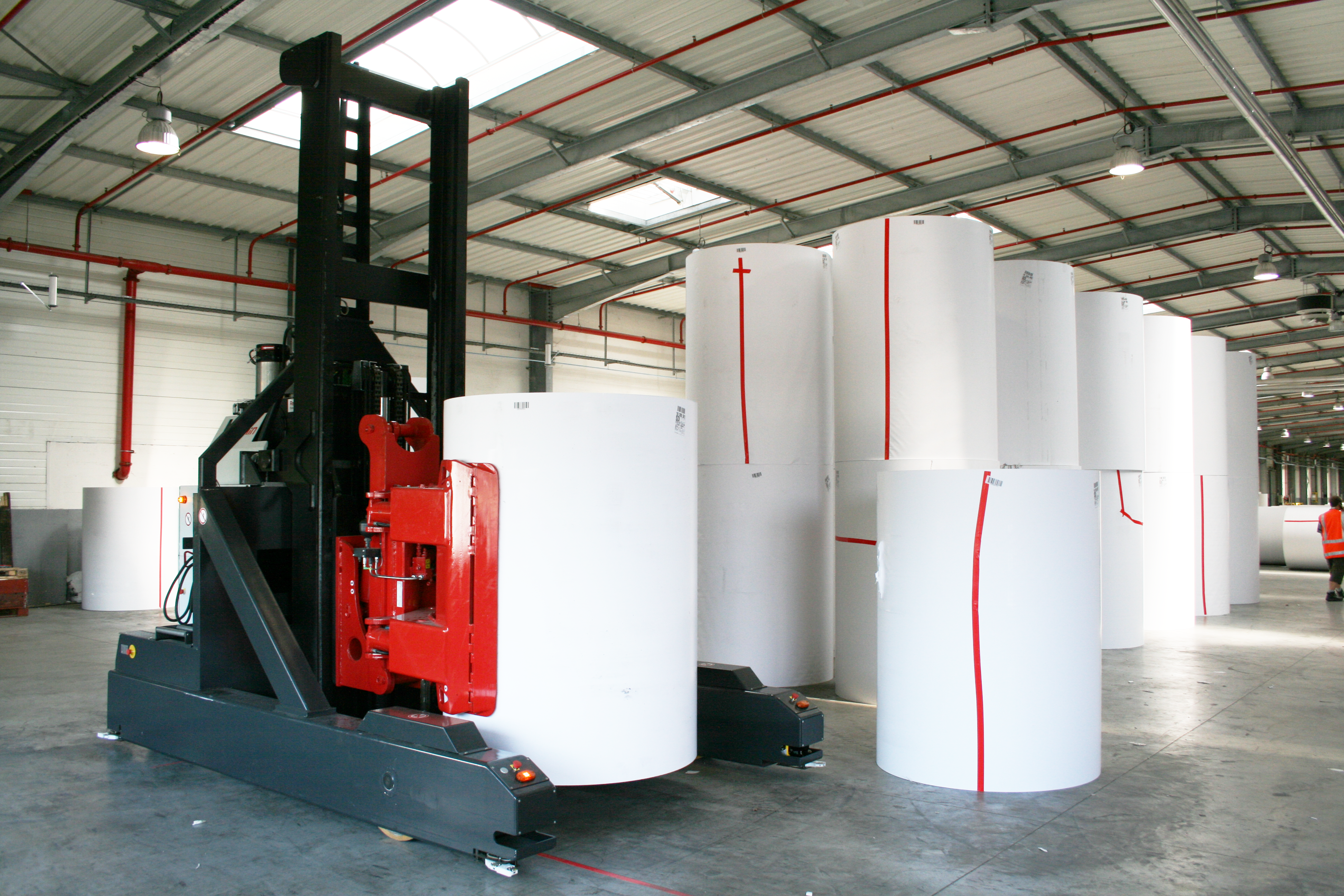
Grampo de rolo AGV

### Manuseio de contêineres

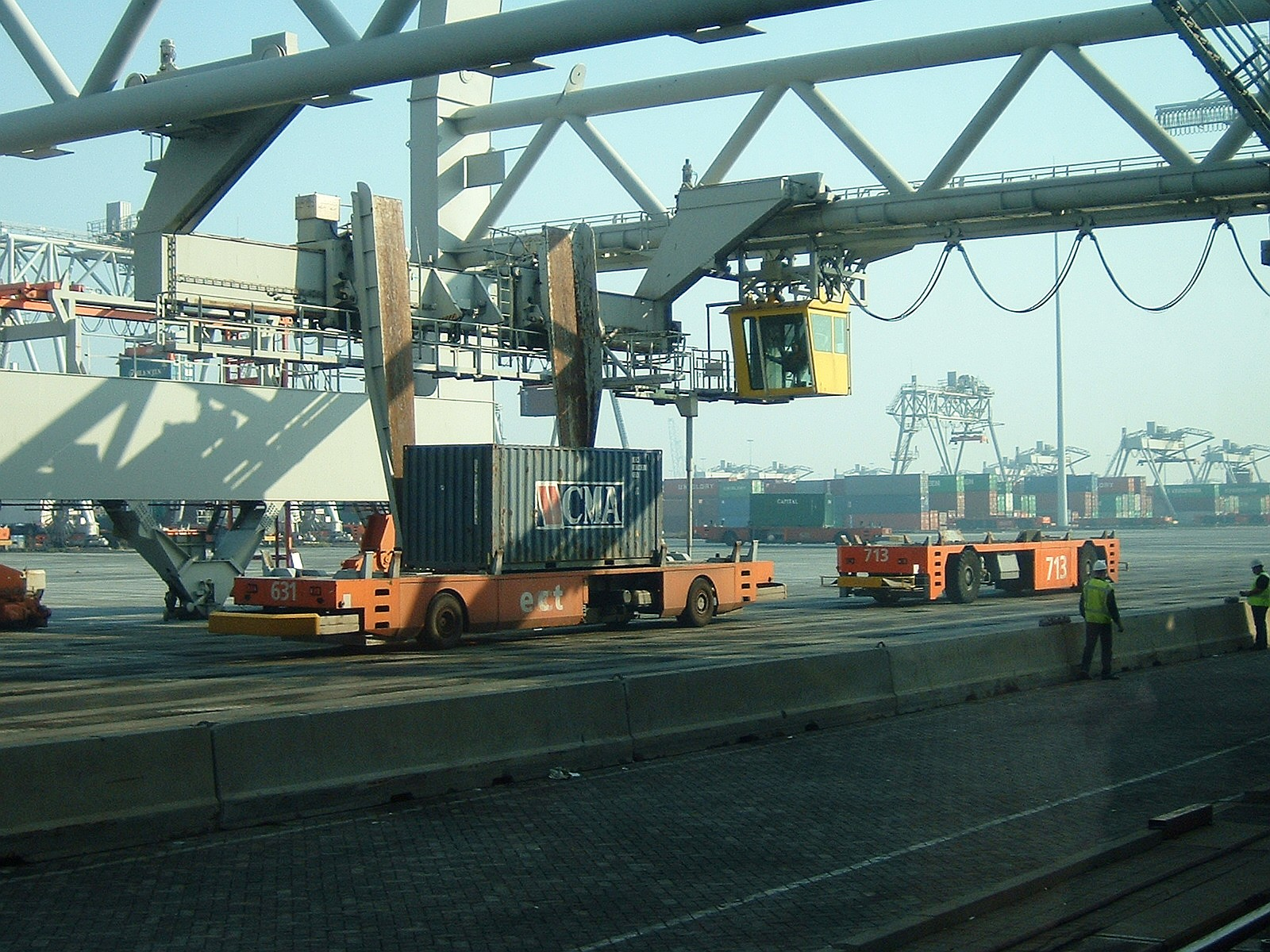
Terminais de contêineres mostrando um contêiner sendo carregado em um veículo guiado automatizado não tripulado

AGVs são usados para movimentar contêineres marítimos em alguns terminais portuários de contêineres. Os principais benefícios são a redução dos custos trabalhistas e um desempenho mais confiável (menos variável). Este uso de AGVs foi iniciado em 1993 no Porto de Rotterdam, na Holanda . Em 2014, havia 20 terminais portuários automatizados ou semiautomáticos de contêineres em todo o mundo que usavam um ou ambos veículos guiados automatizados e guindastes empilhadores automatizados.  Os AGVs originais usavam energia diesel com acionamentos hidráulicos ou elétricos. No entanto, mais AGV utilizam energia de bateria e troca automatizada de bateria, o que reduz as emissões e reduz os custos de reabastecimento, mas custa mais para comprar e tem menor alcance. 

## Indústrias de aplicação primária
A movimentação eficiente e econômica de materiais é um elemento importante e comum na melhoria das operações em muitas fábricas e armazéns. Como os veículos guiados automaticamente (AGVs) podem fornecer movimentação de materiais eficiente e econômica, os AGVs podem ser aplicados a vários setores em projetos padrão ou personalizados para melhor atender aos requisitos do setor. As indústrias que atualmente utilizam AGVs incluem (mas não estão limitadas a):

### Farmacêutico
AGVs são um método preferido de movimentação de materiais na indústria farmacêutica. Como um sistema AGV rastreia todo o movimento fornecido pelos AGVs, ele suporta validação de processo e cGMP ( Boas Práticas de Fabricação atuais).

### Químico
Os AGVs entregam matérias-primas, transportam materiais para armazéns de armazenamento de cura e fornecem transporte para outras células e estações de processamento. As indústrias comuns incluem borracha, plásticos e especialidades químicas .

### Fabricação
AGVs são frequentemente usados na fabricação geral de produtos. Os AGVs normalmente podem ser encontrados entregando matérias-primas, transportando produtos em processo, movimentando produtos acabados, removendo materiais de sucata e fornecendo materiais de embalagem.

### Automotivo
As instalações AGV são encontradas em fábricas de estamparia, fábricas de trens de força (motores e transmissões) e fábricas de montagem, entregando matérias-primas, transportando produtos em processo e movimentando produtos acabados. AGVs também são usados para fornecer ferramentas especializadas que devem ser trocadas.

### Papel e impressão
Os AGVs podem mover rolos de papel, paletes e lixeiras para fornecer toda a movimentação rotineira de materiais na produção e armazenamento (armazenamento/recuperação) de papel, jornal, impressão, ondulação, conversão e filme plástico.

### Alimentos e bebidas
Os AGVs podem ser aplicados para movimentar materiais no processamento de alimentos (como o carregamento de alimentos ou bandejas em esterilizadores) e no “fim da linha”, ligando o paletizador, a embalagem extensível e o armazém. Os AGVs podem carregar reboques rodoviários padrão com produtos acabados e descarregar reboques para fornecer matérias-primas ou materiais de embalagem para a fábrica. Os AGVs também podem armazenar e recuperar paletes no armazém.

### Hospital
Os AGVs estão se tornando cada vez mais populares no setor de saúde para transporte eficiente e são programados para serem totalmente integrados para operar automaticamente portas, elevadores/elevadores, lavadoras de carrinhos, despejadores de lixo, etc. Os AGVs normalmente movimentam roupas de cama, lixo, resíduos médicos regulamentados, refeições de pacientes, bandejas de comida sujas e carrinhos de casos cirúrgicos.

### Armazenagem
Os AGVs usados em armazéns e centros de distribuição movimentam logicamente as cargas pelos armazéns e as preparam para envio/carregamento ou recebimento ou as movem de um transportador de indução para locais de armazenamento lógicos dentro do armazém. Muitas vezes, este tipo de utilização é acompanhado por um software de gestão de armazém personalizado.  Para evitar danos a mercadorias frágeis, os AGVs são preferidos em armazéns que manuseiam itens frágeis, uma vez que os erros humanos são reduzidos a quase zero. Os armazéns com mercadorias perigosas adotaram principalmente esta tecnologia porque podem operar em condições extremas, como passar por congeladores. 

### Parques temáticos
Nos últimos anos, a indústria de parques temáticos começou a usar AGVs para passeios. Um dos primeiros sistemas de passeio AGV foi para o Universe of Energy do Epcot, inaugurado em 1982. O passeio usou navegação com fio para conduzir o 'Teatro Itinerante' durante o passeio. Muitas atrações usam navegação com fio, especialmente quando os funcionários precisam caminhar frequentemente pelo caminho, como na (atração agora fechada) The Great Movie Ride no Disney's Hollywood Studios .  Outro passeio no Hollywood Studios que usa navegação com fio é o The Twilight Zone Tower of Terror, uma combinação de torre suspensa e passeio escuro . Os carros do elevador são AGVs que são travados dentro de cabines de movimento vertical separadas para se moverem verticalmente. Ao atingir um andar que exige movimento horizontal, o AGV é destravado da cabine vertical e sai do elevador. 
Uma tendência recente em parques temáticos é o chamado sistema de passeio sem trilhas, passeios AGV que usam LPS, Wi-Fi ou RFID para se movimentar. A vantagem deste sistema é que o passeio pode executar movimentos aparentemente aleatórios, proporcionando uma experiência de passeio diferente a cada vez.

## Carregamento da bateria
Os AGVs utilizam diversas opções de carregamento de bateria. Cada opção depende da preferência do usuário.

### Troca de bateria
A "tecnologia de troca de bateria"  exige que um operador remova manualmente a bateria descarregada do AGV e coloque uma bateria totalmente carregada em seu lugar após aproximadamente 8 a 12 horas (cerca de um turno) de operação do AGV. São necessários de 5 a 10 minutos para realizar isso com cada AGV da frota.

### Carregamento automático e de oportunidade
O "carregamento automático e opcional da bateria"  permite uma operação contínua. Em média, um AGV carrega durante 12 minutos a cada hora para carregamento automático e nenhuma intervenção manual é necessária. Se a oportunidade estiver sendo aproveitada, o AGV receberá uma cobrança sempre que a oportunidade surgir. Quando uma bateria atinge um nível predeterminado, o AGV terminará o trabalho atual que lhe foi atribuído antes de ir para a estação de carregamento.

### Troca automática de bateria
A troca automática de bateria é uma alternativa à troca manual de bateria. Pode ser necessária uma peça adicional de maquinário de automação, um trocador automático de bateria, para o sistema AGV geral. Os AGVs irão até a estação de troca de baterias e terão suas baterias substituídas automaticamente por baterias totalmente carregadas. O trocador automático de bateria coloca então as baterias removidas em um slot de carregamento para recarga automática. O trocador automático de baterias monitora as baterias do sistema e as puxa somente quando estão totalmente carregadas.
Outras versões de troca automática de baterias permitem que os AGVs troquem as baterias uns dos outros.
Embora um sistema de troca de baterias reduza a mão de obra necessária para trocar as baterias, os desenvolvimentos recentes na tecnologia de carregamento de baterias permitem que as baterias sejam carregadas de forma mais rápida e eficiente, eliminando potencialmente a necessidade de troca de baterias.